# Peralvillo
Peralvillo ist eine Gemeinde in der Dominikanischen Republik. Sie ist eine der fünf Gemeinden der Provinz Monte Plata und hat 21.427 Einwohner (Zensus 2010).

## Geschichte
Die Gründung des ehemaligen Ortsteils Peralvillo geht auf das Jahr 1601 zurück, als ein Spanier namens Villo dieses Gebiet betrat, der sich der Anpflanzung großer Birnenplantagen widmete. 2004 wurde Peralvillo von einem Ortsteil zu einer eigenen Gemeinde.

## Wirtschaft
Peralvillo ist vor allem für die Produktion von biologischem Kakao und weiteren landwirtschaftlichen Produkten bekannt.